# Geologiska sällskapet i Finland
Geologiska sällskapet i Finland (finska: Suomen geologinen seura) är ett finländskt geologiskt sällskap.
Geologiska sällskapet grundades 1886 i Helsingfors av bland andra Fredrik Johan Wiik, Karl Adolf Moberg och Jakob Johannes Sederholm. Sällskapet har till uppgift att främja den geologiska och den mineralogiska forskningen. Dess viktigaste verksamhetsformer är mötes- och publikationsverksamhet; utger Bulletin of The Geological Society of Finland (sedan 1919), en vetenskaplig skriftserie, och medlemstidskriften Geologi (sedan 1949). Antalet medlemmar var 2003 omkring 880. Medlemsorganisation i Vetenskapliga samfundens delegation.